# Pavetta herbacea
Pavetta herbacea är en måreväxtart som beskrevs av Cornelis Eliza Bertus Bremekamp. Pavetta herbacea ingår i släktet Pavetta och familjen måreväxter. Inga underarter finns listade i Catalogue of Life.